# مری بدهام
مری بدهام (به انگلیسی: Mary Badham) (زادهٔ ۷ اکتبر ۱۹۵۲) هنرپیشه آمریکایی است.
او دوران اصلی بازیگری‌اش را در سال‌های نوجوانی‌اش گذراند و شهرتش به دلیل نقش‌آفرینی‌های او پیش از سن ۱۵ سالگی است. بدهام بیشتر به خاطر بازی در فیلم کشتن مرغ مقلد (۱۹۶۲) شناخته شده است. او به خاطر بازی در این فیلم در سن ده سالگی نامزد جایزه اسکار بهترین بازیگر نقش مکمل زن شد.او در فیلم کاملاً مال خودمان نیز بازی کرده است.